# Mychajlo Omeljanowytsch-Pawlenko

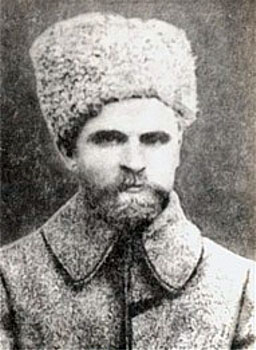
Mychajlo Omeljanowytsch-Pawlenko

Mychajlo Wolodymyrowytsch Omeljanowytsch-Pawlenko (ukrainisch Михайло Володимирович Омелянович-Павленко; russisch Михаил Владимирович Омельянович-Павленко Michail Wladimirowitsch Omeljanowitsch-Pawlenko, * 8. Dezember 1878 in Tiflis, Gouvernement Tiflis, Russisches Kaiserreich; † 29. Mai 1952 in Paris) war Offizier der Kaiserlich-Russischen Armee, Generalleutnant der Ukrainischen Volksrepublik und im Zweiten Weltkrieg Kosaken-Hetman im Dienst der deutschen Wehrmacht.

## Leben
Pawlenko wurde 1878 in der Familie eines russischen Generals geboren, der aus dem Adel der Provinz Bessarabien stammte.

### Russischer Heeresdienst
Er trat am 31. August 1897 in den russischen Militärdienst ein, absolvierte das sibirische Kadettenkorps (1898), die Pawlowsker Militärschule (1900) und die Offiziers-Artillerieschule (1914). Nach dem Abschluss der Militärschule schrieb er sich im Wolynsker Leibgarde-Regiment ein, das in Warschau in Garnison lag. Im August 1900 wurde er zum Leutnant und ab 1904 zum Leutnant der Garde ernannt. Im Jahre 1904/05 beteiligte sich im Modliner Infanterie-Regiment Nr. 58 am Russisch-Japanischen Krieg. Er war Teilnehmer an den Kämpfen von Liaoyang, Sandepu und Mukden sowie am Gefecht von Sipingai. Für seine Teilnahme am Krieg wurde er mit dem Orden der Hl. Anna 3. Klasse (1905); dem Orden des Hl. Stanislaw 3. Klasse mit Schwertern (1905) und dem Annenorden mit Schwertern ausgezeichnet. Nach dem Krieg diente er weiterhin im Wolynsker Leibgarde-Regiment, ab 1906 als Leiter des Ausbildungszuges und ab 1908 als Personalchef dieser Einheit.
Im Jahr 1912 änderte er seinen Nachnamen Pawlenko in Omeljanowytsch-Pawlenko um, im Gedenken an seiner Herkunft als Kosake. Am 9. August 1912 wurde er zum Hauptmann ernannt und 1913 wurde er Kommandeur der 6. Kompanie des Wolynsker Leibgarde-Regiments, an dessen Spitze er am Ersten Weltkrieg teilnahm. Im Oktober 1914 wurde er während der Schlacht an der Weichsel für die Kämpfe im Raum Góra Kalwaria ausgezeichnet und erhielt den Orden des Heiligen Wladimir 3. Klasse mit Schwertern. Am 1. November 1914 während der Kämpfe um Lodz und Toruń, wurde er bei einem Bajonettangriff an der Schulter schwer verletzt, wonach sein rechter Arm längere Zeit unbeweglich war. 1916 erhielt er für diesen Einsatz in der Nähe des Dorfes Chelmno den St. Georg Orden 3. Klasse. Nach der Behandlung im Krankenhaus wurde er zum Chef des Hauptquartiers des 2. Gardekorps bestellt und zum Oberst befördert. Seit dem Frühjahr 1916 war er an Typhus erkrankt und wurde nach seiner Genesung im Juli für den Fronteinsatz als nicht mehr geeignet erklärt. Im November 1916 wurde er mit der Beaufsichtigung der Unteroffiziere der Petrograder Garnison betraut und dann zum Leiter der 2. Odessaer-Fahnenschule ernannt.

### Ukrainischer und polnischer Befehlshaber
Nach der Februarrevolution trat er der ukrainischen Nationalbewegung bei und wurde am 26. April 1917 zum Führer des Militärrats von Odessa ernannt, der in der Stadt ukrainische Militäreinheiten aus Reserve-Infanterieregimenter aufstellte. Von Juli bis August 1917 befehligte er kurzfristig das Grenadier-Regiment der Leibgarde. Er verweigerte sich an Feindseligkeiten teilzunehmen und ließ das Regiment in seine Garnison zurückkehren. Im August 1917 wurde er Chef der Garnison in Jekaterinoslaw und im Januar 1918 wurde er zum Militärkommissar des Zentralrats des Militärbezirks Odessa ernannt. Ab März 1918 fungierte er als Mitglied der Demobilisierungs-Kommission an der rumänischen Front. Seine Tätigkeit führten zu seiner Ernennung zum Militärkommissar des Zentralrats an der rumänischen Grenze. Im Frühjahr 1918 war er Mitglied der Kommission zur Bildung der ukrainischen Armee. Im Sommer 1918 wurde er in der Armee des Hetman Pawlo Skoropadskyj zum Kommandeur der 11. Gardejäger zu Fuß in Poltawa ernannt. Am 7. Oktober 1918 wurde er zum Generalmajor ernannt. Ende 1918 schloss er sich dem Hetman-Aufstand an und befand sich im Hauptquartier der Truppen der Ukrainischen Volksrepublik (UNR). Seit dem 10. Dezember 1918 war er Befehlshaber der westukrainischen Streitkräfte in Galizien und organisierte die rückwärtige Kommunikationen neu. Er erzielte aber keine militärische Erfolge und wurde von Oleksandr Hrekow abgelöst. Ab dem 9. Juni 1919 diente er erneut im Hauptquartier der UNR-Armee. Als ehemaliger Gardeoffizier und Ritter des Heiligen Georg wurde er angewiesen, Friedensverhandlungen mit den Streitkräften in Südrussland zu führen, die aber scheiterten. Die Weißgardisten wollten die Unabhängigkeit der UNR nicht anerkennen und sprachen sich für ein geeintes und unteilbares Russland aus. Seit dem 8. September 1919 war er Kommandeur der Saporischschja-Division der Truppen der Ukrainischen Volksrepublik. Am 5. Dezember 1919 wurde er unter Bedrohung der Roten Streitkräfte bis zum Juli 1921 zum militärischen Befehlshaber der Ukrainischen Volksrepublik ernannt. Er führte die ukrainische Kavallerie während der „Ersten Winterkampagne“ im Hinterland der sich gegenseitig bekämpfenden Roten und weißen Truppen. Unter dem Kommando von General Omeljanowytsch-Pawlenko standen insgesamt 6400 Bajonette und Säbel, 14 Kanonen und 144 Maschinengewehre. Am 6. Mai 1920 durchbrachen seine Truppen die Front in der Region Jampol und vereinigte sich mit der ukrainischen 3. Division, die im Sowjetisch-Polnischen Krieg als Teil der polnischen 6. Armee gegen die Rote Armee kämpfte. Für die erfolgreiche Führung der Truppen in der „Winterkampagne“ wurde er zum Generalleutnant befördert. Vom 10. Februar bis 11. Juli 1921 war er gleichzeitig der Kriegsminister der Regierung der UNR in Polen. Im Jahr 1921 geriet er in Konflikt mit dem Ataman Symon Petljura, was zum Rücktritt von Omeljanowytsch-Pawlenko von allen Posten führte. Am 7. November 1921 wurde er jedoch auf Anordnung des Ministerratsvorsitzenden Wjatscheslaw Prokopowytsch aus dem Amt des Kriegsministers und als Kommandant der UNR-Armee entlassen. Am 20. Oktober 1921 musste er Polen auf Druck von Sowjetrussland verlassen. Danach lebte er im Exil in der Tschechoslowakei, wo er die Union der ukrainischen Veteranen-Organisationen leitete.

### In der Wehrmacht
Während des Zweiten Weltkriegs wurde er 1942 Chef (Hetman) der ukrainischen freien Kosaken und war an der Bildung ukrainischer Militäreinheiten für die deutsche Wehrmacht beteiligt. Die Deutschen trauten den ukrainischen Führern jedoch nicht und nahmen die „Kosaken“-Einheiten in die Sicherheitsbataillone auf, wodurch sie ihrer bisherigen Unabhängigkeit beraubt wurden. Auch Mykhajlos jüngerer Bruder – Iwan Omeljanowytsch-Pawlenko (1881–1962) war Oberst der russischen Armee und später General der Armee der Ukrainischen Volksrepublik gewesen, im Krieg wurde er zum Kommandeur des deutsch-ukrainischen 109. Sicherheits-Bataillons ernannt. Seit 1944 lebte Omeljanowytsch-Pawlenko in Deutschland. 1946 ernannte ihn das ukrainische Nationalkomitee zum Chef des Obersten Militärrats. Von 1947 bis 1948 war er Minister im Exil für militärische Angelegenheiten der Regierung der UNR, in dieser Zeit wurde er zum Generaloberst befördert. 1950 wanderte er nach Frankreich aus und ließ sich in Paris nieder. Er schrieb seine Memoiren, welche vollständig unter ukrainischen Namen „Спогади командарма 1917–1920“ im Jahr 2007 in Kiew veröffentlicht wurden.